# Milden n.º 286
Milden n.º 286 es un municipio rural canadiense situado en la provincia de Saskatchewan.

## Superficie
Milden n.º 286 tiene una superficie de 732,95 km².

## Demografía
En 2021, tenía 280 habitantes, una densidad poblacional de 0,4 hab./km², y 97 viviendas.